# Krécsy Béla
Krécsy Béla (Székesfehérvár, 1858. december 7. – Budapest, Terézváros, 1928. február 7.) főreáliskolai tanár.

## Életútja
Krécsy Károly 1848-49-as honvéd-huszár főhadnagy, takarékpénztári igazgató és csúzi és puszaszentmihályi Csúzy Borbála fia. Szülőhelyén végezte a hat osztályú reáliskolát 1875-ben; azután a budapesti királyi műegyetem, a tudományegyetem és a bécsi császári és királyi polytechnikum hallgatója volt. 1879-ben a székesfejérvári állami főreáliskolán ideiglenes kisegítő tanárként működött és az intézetnek az 1879. évi székesfejérvári országos kiállításra készített kémiai kiállításáért közreműködői ezüstérmet nyert. 1881-ben tanári vizsgát tett a kémiából és természetrajzból. 1881-1882-ben a budapesti egyetem vegytani intézetében Lengyel Béla tanár mellett ösztöndíjas tanársegéd volt. 1882-ben a kecskeméti állami főreáliskolához neveztetett ki tanárnak. 1891. szeptemberben miniszteri engedéllyel szabadságolva Amerikába ment az Amerikai Egyesült Államok tanügyi viszonyainak tanulmányozására; meglátogatta New York, New Jersey, Pennsylvania, Virginia, Massachusetts, Connecticut, Maryland, Illinois, Columbia és Kanada iskolát. 1893 augusztusában tért vissza hazájába és utazása közben mintegy 70 írott ívnyi kilenc jelentést küldött be tanulmányairól a közoktatási minisztériumnak; egyszersmind a földrajzi és természetrajzi oktatás céljaira mintegy kétezer eredeti fölvételből álló fényképgyűjteményt hozott magával, melyért az 1894. évi debreceni országos tanszerkiállításon oklevelet kapott. Az 1893-96. tanévekben a győri állami főreáliskolánál tanárkodott. 1896-ban a budapesti VI. kerületi főreáliskolához a kémia tanárának neveztetett ki. Mindegyik tanintézetet, melynél szolgált, kémiai laboratóriumokkal szerelte fel. Mint kémikus Kecskemét és Félegyháza városok megbízásából kémiailag megvizsgálta a városok kútvizeit és talaját; vizsgálatainak eredményeit az illető helyi lapokban tette közzé.
Természettudományt, különösen kémiai, tanügyi cikkeket és útleírásokat közölt 1876-tól a székesfejérvári lapokban neve alatt vagy K. B. jegy alatt; az ottani reáliskola fenntartása érdekében írt cikkei a -y-jeggyel jelentek meg. Czikkei a Természettudományi közlönyben (1880. A mesterséges gyémánt, A denevérguanóról, a szaliczilsavnak borban, mustban, növényi nedvekben való kimutatása, a Kúmisz vagy tejbor és Flammarion, Holdemann, Klinkerfues, Wähner után fordításai); Vegytani Lapok, Földrajzi Közlemények,Nemzeti Nőnevelés, Középiskolai Tanáregylet Közlönye, Ellenőr, Egyetértés, Nemzet c. lapokban és a Vasárnapi Ujságban (1880. A drágakövek mesterséges előállítása, 1894. Kossuthnak 1850. három daguerreotyp képe, melyeket Amerikában fedezett fel, 1896. A magyar tanulók országos tornaversenye); a Magyar Paedagogiában (1897. Az amerikai Egyesült-Államok országos iskolafelügyelete); írt még a kecskeméti, székesfejérvári és győri helyi lapokba; továbbá a győri s budapesti VI. ker. reáliskola Értesítőbe.

## Munkái
- A chemiai elemek periodusos törvényeiről és azoknak természetes rendszeréről. Kolozsvár, 1884. (Különnyomat a Vegytani Lapokból.)
- A nőoktatás az amerikai Egyesült-Államokban. Bpest, 1896. (Különny. a Nemzeti Nőnevelésből.)

Felolvasásokat tartott Kecskeméten: Fiume és természeti viszonyai, A Kecskemét város ivóvizei; Győrött: Amerikai tapasztalatok; Budapesten a szabad lyceumban: Amerikai városok (1899); a budapesti tanári körben: Amerikai tanügyi tapasztalatairól.